# 桐原葆見
桐原 葆見（きりはら しげみ、1892年11月10日 - 1968年5月2日）は、日本の心理学者、僧侶、第十四代浄楽寺住職。

## 生涯
広島県安佐郡八木村（現・広島市安佐南区）の浄土真宗本願寺派浄楽寺住職桐原慈見の長男として誕生する。八木尋常小学校（現広島市立八木小学校）、高宮高等小学校、第四仏教中学（現崇徳高等学校）、旧制第三高等学校を経て1919年に東京帝国大学文科大学哲学科心理学専修を卒業した。東京帝国大学では日本心理学会の草分けである松本亦太郎に師事して心理学を専攻した。卒業の年に実父が他界し、浄楽寺第14世住職を継ぐが引き続き大学院へ進学する。大学院在院中より倉敷労働科学研究所（現・公益財団法人大原記念労働科学研究所）の設立に貢献した。1931年、東京帝国大学 文学博士。論文の題は「作業ニ関スル心理学的研究、特ニ工場作業ニ就テ」。1933年よりドイツに留学する。帰国後は日本労働科学研究所所長。その他、理事及び諸学会の役員を歴任し内外に輝く業績を残した。1937年教育科学研究会技術教育研究部会に参加し、中心的役割を果たす。1961年日本女子大学教授となる。1968年5月2日、79歳で病没する。
1946年に正五位、1956年には紫綬褒章、1965年には勲三等瑞宝章を贈られた。
日本心理学会名誉会員・International Association of Applied Psychology 名誉会員・日本児童学会名誉会員。

## 業績
- 月経と作業能力の関連を研究し桐原ダウニー式性格検査法を開発するなど、産業心理学の分野の開拓につくした。
- 実践的かつ科学的な研究姿勢を貫き、労働者の生活を重視する労働科学を築きあげた。

## 人物
- 学生時代から書画を好み、自らが筆をとった水彩画や書幅が多数残されている。
- 葆見は浄楽寺住職を1952年に末弟の桐原慈孝師に譲っている。
- 桐原氏の先祖は中深川村（広島市安佐北区）にあった正明坊の出身である順超という僧侶である。可部の国人領主熊谷氏の庶家桐原直長の子が出家し善正（善性）と名乗り正明坊に入ったとされる。順超はこの善正の子孫とされる。
- 現在も広島市安佐北区可部に「桐原」という地名があるが、こちらの読みは「とげ」と読む。

## 主要著書
- 『産業心理学』,千倉書房,1938年
- 『精神測定-その方法と基準』,三省堂出版,1944年
- 『産業安全-労働災害とその防止』,東洋書館,1951年
- 『最近の産業心理学』,金沢書店,1953年
- 『精神測定』,金沢書店,1954年
- 『生産技術教育』,国土社,1960年
- 『オフィスの作業と健康 (1967年) (労働科学叢書〈22〉)』,労働科学研究所出版部,1967年
- 『女と戦争 (第11巻) (近代女性文献資料叢書 (11))』,大空社,1992年
- 『女と戦争 (第17巻) (近代女性文献資料叢書 (17)) 』,大空社,1992年
- 『近代日本青年期教育叢書 (第6期 職業案内・職業指導 第11巻)』,日本図書センター,1993年
- 『疲労と精神衛生』,労働科学研究所出版部,2001年

## 論文
- 「児童の供述についての研究」 『児童研究』 第23巻 6号 - 7号 1919
- 「工場作業の精神物理的機能に及ぼす影響」 『労働科学研究』 第1巻 1924
- 「社会生活条件と知能の発達」『労働科学研究』 第1巻 - 4巻 1924 - 1928
- 「婦人における生理的周期と作業能」 『労働科学研究』 第1巻 - 4巻 1924 - 1928
- 「児童の語構成能に就て」 『児童研究所紀要』 第8巻 1925
- 「温度及湿度の精神的機能に及ぼす影響」 『労働科学研究』 第3巻・5巻・10巻 1926 - 1941
- 「就学前及び就学時に於ける児童の知能測定」 『児童研究所紀要』 第10巻 1927
- 「紡績作業従業員に試みたる種々の適性検査とその成績」 『労働科学研究』 第5巻 1928
- 「種々の大気条件におけるタイプライティング作業の実験的研究」 『労働科学研究』 第5巻 1928
- 「心理学と産業の合理化」 『心理学研究』 第4巻 6輯 1929
- 「作業に現れたる注意の型に就て」 『児童研究所紀要』 第12巻 1929
- 「自由画による幼児の精神発達測定」 『児童研究所紀要』 第13巻 1930
- 「労働児童保護の基底」 『児童研究』 第35巻 5号 - 7号 1931
- 「小学校に於ける職業指導」 『岩波講座教育科学・第3冊』 岩波書店 1931
- 「工場作業における習熟過程」 『労働科学研究』 第8巻 1931
- 「職業指導への個性調査の一面」 『心理学研究』 第6巻 5輯 1931
- 「休憩時間の長さと配置に関する研究」 『労働科学研究』 第9巻 1932
- 「作業過程の形式と標式とについて」 『松本亦太郎博士在職25周年記念 心理学及芸術の研究 上巻』 改造社 1931
- 「職業適性の類型研究」 『応用心理』 第2巻 5号 1932
- 「労作の心理と教育」 『応用心理研究』 第1巻 1号 1932
- 「新職業学校論」 『教育心理研究』 第8巻 1号 1933
- 「作業環境の温度と精神機能」 『労働科学研究』 第10巻 2号 1933
- 「裁縫作業に関する研究」 『労働科学研究』 第11巻 1934
- 「裁縫作業に関する研究」 『心理学研究』 第9巻 5輯 - 6輯 1934
- 「労働者最低年齢法に対する心理学上よりの批判」 『労働科学研究』 第12巻 1935
- 「智能及び性格の検査法の発達」 『教育』 第5巻 8号 1937
- 「女工と職業生活」 『教育』 第5巻 11号 1937
- 「職業補導」 『教育学辞典・第2巻』 岩波書店 1937
- 「精神薄弱児の職業能力とその保護」 『児童保護』 第9巻 7号 1939
- 「技術と生活と教育」 『教育』 第8巻 1号 1940
- 「高等小学校に於ける技術的基礎訓練」 『教育科学研究』 第2巻 3号 1940
- 「作業能力に関する性格類型学的研究」 『産業医学』 第17巻 1940
- 「保護少年の作業能力」 『児童保護』 第11巻 8号 1941
- 「戦時労働力の増強確保」 大日本電気会・日本電気新報共編 『決戦産業人読本』 日本電気新報出版部 1944
- 「女子の勤労と教育」 『教育』 第12巻 2号 1944
- 「産業疲労の実態」 『労働科学』 第25巻 6号 1949
- 「労働科学30年」 『労働科学』 第27巻 1951
- 「日本の産業心理学-回顧と展望」 『最近の産業心理学』 金沢書店 1953
- 「労働環境」 『経済心理 (心理学講座 11) 』　中山書店 1954
- 「職場教育」 『教育研究事典』 金子書房 1954
- 「技能者養成」 『職業指導講座 2. 基礎編 II』 中山書店 1955
- 「規則作業と自由作業について-追ずい作業と Belt-Conveyer 作業の実験的研究」『労働科学』 第35巻 1960
- 「静的疲労について」 『労働科学』 第37巻 1961
- "Industrial Pschology in Japan", 『日本産業心理関係文献目録』 日本応用心理学 1963
- 「モラール調査について」 『労働科学』 第38巻 1963
- 「労研のおいたち」 『労働科学』 第44巻 1968